# (1737) Severny
(1737) Severny es un asteroide que forma parte del cinturón de asteroides y fue descubierto por Liudmila Ivanovna Chernyj desde el Observatorio Astrofísico de Crimea, Naúchni, el 13 de octubre de 1966.

## Designación y nombre
Severny recibió al principio la designación de 1966 TJ.
Más adelante, a petición de la descubridora se nombró en honor del astrónomo A. B. Severny (1913-1987), quien fuera director del observatorio de Naúchni.

## Características orbitales
Severny orbita a una distancia media del Sol de 3,013 ua, pudiendo acercarse hasta 2,861 ua. Su inclinación orbital es 9,381° y la excentricidad 0,05034. Emplea en completar una órbita alrededor del Sol 1910 días.